# 理查德·爱德华·泰勒

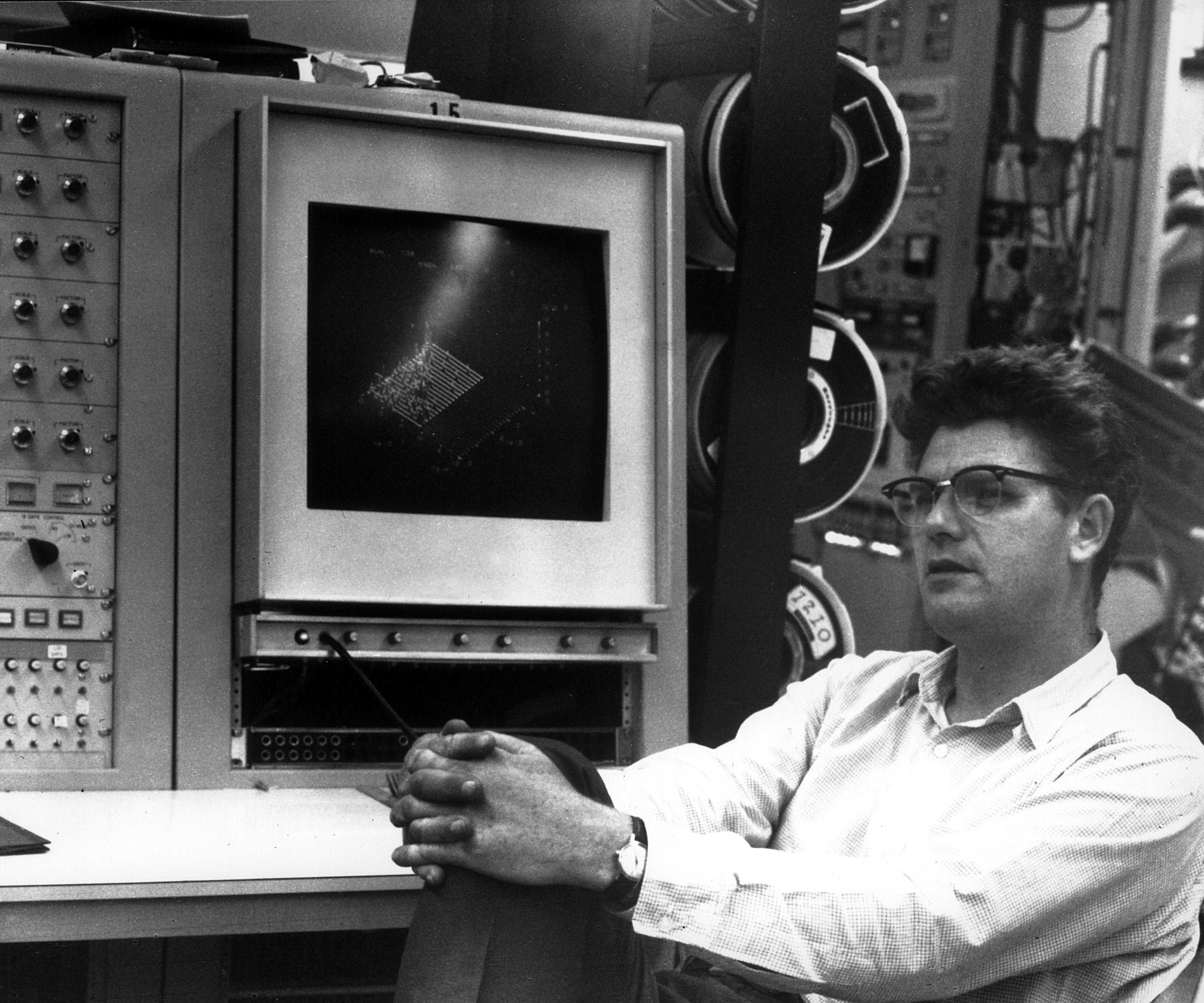
理查德·爱德华·泰勒

理查德·爱德华·泰勒（英語：Richard Edward Taylor，1929年11月2日—2018年2月22日），加拿大-美国物理学家。

## 生平
1929年出生在加拿大艾伯塔省梅迪辛哈特。1990年获诺贝尔物理学奖。他因与美国科学家杰尔姆·弗里德曼、亨利·肯德尔共同发现夸克的第一个证据而获奖。